# Matanzas (provincie)
Matanzas je jedna z provincií Kuby. Její správním střediskem je stejnojmenné město Matanzas. Provincie má plochu 11 791,82 km² a přibližně 715 000 obyvatel. Sousedí s provinciemi Villa Clara, Mayabeque a Cienfuegos. Na jihu regionu se rozkládá rozlehlá bažina Ciénaga de Zapata (vyhlášena národním parkem, biosférickou rerezervací a Ramsarským mokřadem) a zátoka Sviní. Na severním pobřeží se nachází turistický rezort Varadero.